# Гласкок (округ, Техас)
Округ Гласкок (англ. Glasscock county) — округ штата Техас Соединённых Штатов Америки. На 2000 год в нём проживало 1406 человек. По оценке бюро переписи населения США в 2008 году население округа составляло 1212 человек. Окружным центром является город Гарден-Сити.

## История
Округ Гласкок был сформирован в 1889 году из части округа Том-Грин. Он был назван в честь Джоржа Вашингтона Гласкока, бизнесмена, члена легислатуры Техаса.